# Römisch-katholische Kirche in Portugal
Die römisch-katholische Kirche in Portugal gliedert sich in 21 Diözesen, wovon Lissabon, Braga und Évora Erzbistümer sind. Bei der Volkszählung im Jahre 2021 gaben 80,2 % der 10.344.802 Einwohner Portugals an, der katholisch zu sein, das entspricht rund einer Zahl von rund 8,3 Millionen Katholiken. Sie werden von 4000 Priestern betreut. 
Das Zentralorgan der portugiesischen Bischöfe ist die portugiesische Bischofskonferenz.
Der Heilige Stuhl wird durch einen Apostolischen Nuntius vertreten. Dieses Amt hatte bis Mai 2025 Erzbischof Ivo Scapolo inne.

## Geschichte in der Neuzeit
Während der Iberischen Union (bis 1640) und danach war der Katholizismus einerseits die staatlich privilegierte Religion, andererseits griff der Staat immer wieder in kirchlichen Angelegenheit ein. 1759 ließ Sebastião José de Carvalho e Melo, der Erste Minister, den Jesuitenorden auflösen.
In der Ersten Portugiesischen Republik (1910–1926) wurden Staat und Kirche 1911 per Gesetz und im Folgenden durch zahlreiche staatliche Edikte getrennt. In der Zeit des Estado Novo gewann die katholische Kirche ihren Einfluss und die meisten ihrer Privilegien zurück. Aufgrund des Konkordates vom 7. Mai 1940 gab der Staat der Kirche den Großteil ihres zuvor eingezogenen Eigentums heraus, und der katholische Religionsunterricht wurde ein Pflichtfach an allen Schulen. Ihrerseits verpflichtete sich die Kirche dazu, nur diejenigen Kandidaten zu Bischöfen zu ernennen, die der Regierung genehm waren. Eine im Jahre 1951 vereinbarte Ergänzung des Konkordates von 1940 erklärte den Katholizismus zur „Religion der portugiesischen Nation“.
Drei Jahrzehnte nach der Rückkehr Portugals zur Demokratie im April 1974 wurde das Konkordat von 1940 durch ein neues Konkordat vom 18. Mai 2004 abgelöst. Darin wurde unter anderem die Verpflichtung aufgehoben, vor der Ernennung von Bischöfen die Zustimmung der Regierung einzuholen (Art. 9).
2021 beauftragte die portugiesische Bischofskonferenz eine unabhängige Kommission mit der Untersuchung des sexuellen Missbrauchs in der römisch-katholischen Kirche ihres Landes. Im Februar 2023 legte die Kommission ihren Abschlussbericht vor; er dokumentiert 4815 Fälle sexuellen Missbrauchs von Kindern und Jugendlichen. 78 % dieser Verbrechen wurden von Priestern begangen.

## Diözesen

Diözesankarte Portugals

- Patriarchat von Lissabon
  - Bistum Angra
  - Bistum Funchal
  - Bistum Guarda
  - Bistum Leiria-Fátima
  - Bistum Portalegre-Castelo Branco
  - Bistum Santarém
  - Bistum Setúbal
- Erzbistum Braga
  - Bistum Aveiro
  - Bistum Bragança-Miranda
  - Bistum Coimbra
  - Bistum Lamego
  - Bistum Porto
  - Bistum Viana do Castelo
  - Bistum Vila Real
  - Bistum Viseu
- Erzbistum Évora
  - Bistum Beja
  - Bistum Faro